# Phoenicolacerta kulzeri
Phoenicolacerta kulzeri är en ödleart som beskrevs av  Müller och WETTSTEIN 1932. Phoenicolacerta kulzeri ingår i släktet Phoenicolacerta och familjen lacertider. Artepitet i det vetenskapliga namnet hedrar Hans Kulzer som hittade typexemplaret.
Ödlan kännetecknas av ett kort huvud. På den ljusa grundfärgen finns mörkare band på sidorna som är otydliga.
Arten förekommer med glest fördelade populationer i Libanon, södra Syrien och västra Jordanien. Den vistas i bergstrakter mellan 1300 och 1500 meter över havet och når sällan 2000 meter. Hela utbredningsområdet är uppskattningsvis 500 km² stort. Exemplaren vistas i klippiga regioner med några träd av cedersläktet eller eksläktet. De besöker sällan byggnader. Honor lägger ägg.
Beståndet hotas av landskapsförändringar. Bergstrakterna används för skidturism och militära aktioner. I lämpliga habitat är arten talrik. IUCN listar arten som starkt hotad (EN).

## Underarter
Arten delas in i följande underarter:
- P. k. petraea
- P. k. kulzeri